# Euplica turturina
Euplica turturina, tên tiếng Anh: turtle, là một loài ốc biển, là động vật thân mềm chân bụng sống ở biển trong họ Columbellidae.
Loài này có kích thước từ 9 mm đến 16 mm. Chúng được tìm thấy ở Ấn Độ Dương dọc theo Đông Phi, North Transkei, Aldabra, Chagos, Madagascar, Mozambique và ở Ấn Độ-Tây Thái Bình Dương.